# سارا هیلدبراندت
سارا هیلدبراندت (به انگلیسی: Sarah Hildebrandt،  متولد ۲۳ سپتامبر ۱۹۹۳) کشتی‌گیر آزادکار تیم ملی آمریکا است.
از افتخارات وی می‌توان به کسب مدال طلا بازی‌های المپیک ۲۰۲۴ پاریس و مدال برنز المپیک ۲۰۲۰ توکیو و دو مدال نقره در مسابقات قهرمانی کشتی جهان ۲۰۱۸ و مسابقات قهرمانی کشتی جهان ۲۰۲۱ و دو مدال برنز مسابقات قهرمانی کشتی جهان ۲۰۲۲ و مسابقات قهرمانی کشتی جهان ۲۰۲۳ اشاره کرد.